# Manlay
För andra betydelser, se Manlay (olika betydelser).
Manlay är en kommun i departementet Côte-d'Or i regionen Bourgogne-Franche-Comté i östra Frankrike. Kommunen ligger i kantonen Liernais som tillhör arrondissementet Beaune. År 2022 hade Manlay 199 invånare.

## Befolkningsutveckling
Antalet invånare i kommunen Manlay
Referens:INSEE